# Martin Baltisser

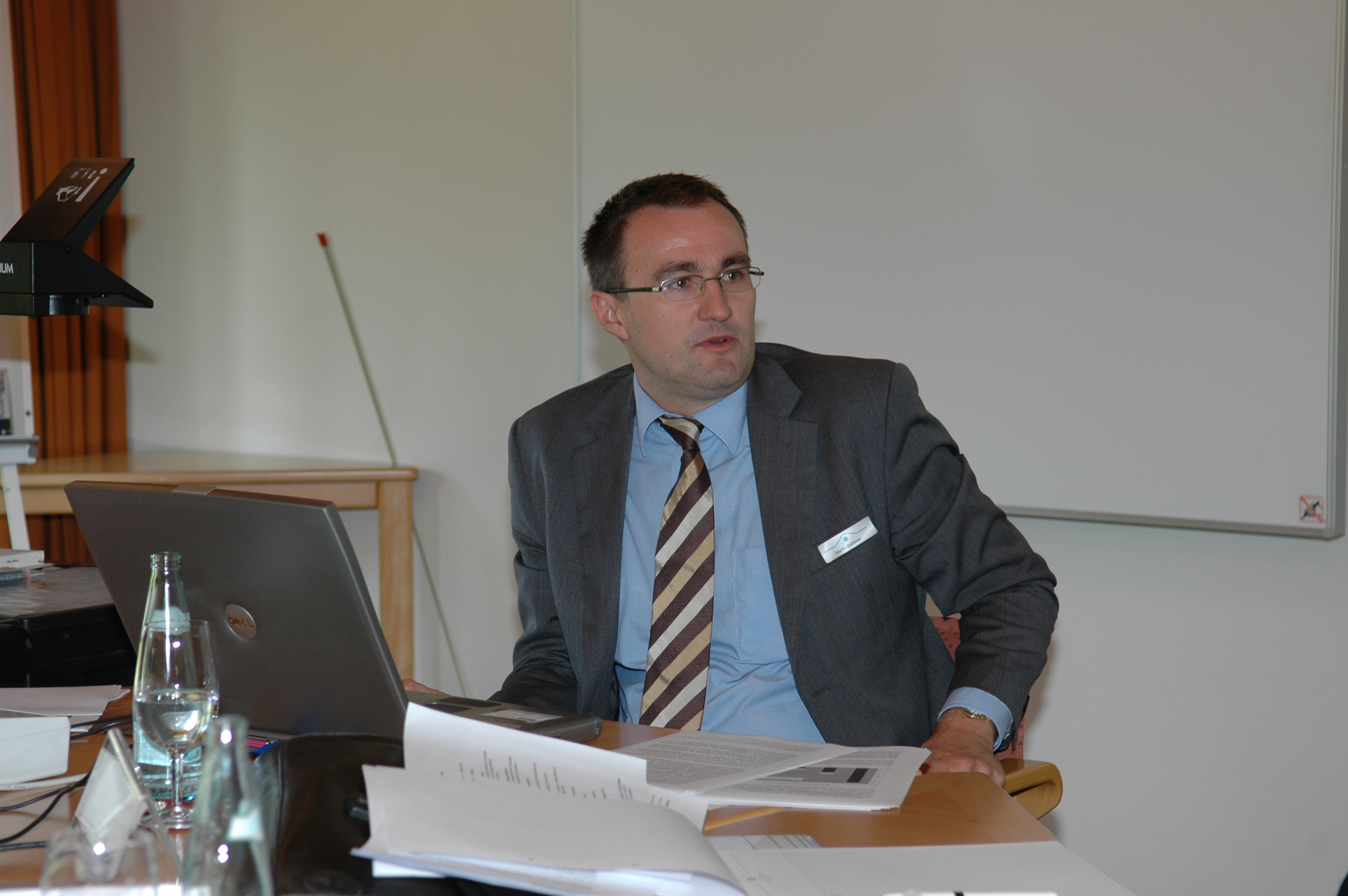
Martin Baltisser (2008)

Martin Baltisser (* 9. Juni 1969) ist ein Schweizer Politiker und Parteifunktionär (SVP).

## Leben
Baltisser ist Volkswirtschafter. Er war von 1992 bis 1995 Informationschef und stellvertretender Generalsekretär der SVP und von 1996 bis 1999 Generalsekretär. Dann wechselte er zur PR-Agentur Mediapolis AG für Wirtschafts- und Kommunikationsberatung, gegründet und präsidiert vom St. Galler FDP-Nationalrat Peter Weigelt. Baltisser übernahm die Geschäftsführung von Mediapolis Bern. Am 1. Januar 2008 wurden Mediapolis Bern und Zürich von Farner PR übernommen, und Baltisser nahm Einsitz in die Geschäftsleitung. Ab 2009 war er erneut Generalsekretär der SVP. 2016 wechselte er als Geschäftsführer zum Beratungsunternehmen Robinvest AG von Christoph Blocher, ab August 2018 war er für die Berner Kommunikationsagentur Furrerhugi tätig. Seit 1. März 2019 ist er persönlicher Mitarbeiter von Bundesrat Guy Parmelin (SVP).
Er war Gemeinderat in Bremgarten bei Bern und ist Vorstandsmitglied der SVP des Kantons Bern.
Am 30. April 2015 wurden Baltisser und seine Stellvertreterin Silvia Bär vom Strafgericht Bern-Mittelland wegen Rassendiskriminierung zu bedingten Geldstrafen verurteilt. Anlass dazu bildete ein Inserat mit dem Titel «Kosovaren schlitzen Schweizer auf», mit dem die SVP im Vorfeld der Masseneinwanderungsinitiative geworben hatte. Das Obergericht des Kantons Bern bestätigte die Schuldsprüche, aber reduzierte die Zahl der Tagessätze. Das Bundesgericht bestätigte das Urteil.